# Medhi Benatia
Medhi Amine El Mouttaqi Benatia (àrab: المهدي بنعطية, al-Mahdī Bnʿaṭṭiya) (Courcouronnes, França, 17 d'abril de 1987) és un futbolista marroquí que juga com a defensa central amb el club Al-Duhail SC i la selecció del Marroc.

## Palmarès
Bayern München
- 2 Lliga alemanya de futbol: 2014-15, 2015-16.
- 1 Copa alemanya: 2015-16.

Juventus FC
- 2 Serie A: 2016-17, 2017-18.
- 2 Copa italiana: 2016-17, 2017-18.